# Kentucky Egyetem
A Kentucky Egyetem (rövidítve: UK, UKY, vagy U of K) államilag támogatott amerikai egyetem Lexingtonban, Kentucky-ban. 1865-ben alapította az intézményt John Bryan Bowman Kentucky Mezőgazdasági és Mechanikai Kollégiuma néven. Egyike az állam két támogatott egyetemének, a Kentucky Állami Egyetem mellett és az állam legtöbb hallgatója itt tanul, több, mint 31 ezer.
Az intézmény 16 karból áll, 93 alapképzési, 99 mesterképzési és 66 doktori programja van. A National Science Foundation szerint az egyetem 2018-ban kutatásokra 393 millió dollárt költött, amellyel 63. az országban. A kampuszán tizenöt könyvtár található, a legnagyobb ezek közül a William T. Young Könyvtár.

## Karok
- Mezőgazdaság, élelmiszer és környezeti kar, alapítva: 1908
- Bölcsészettudományi kar, alapítva: 1908
- Gatton Üzleti és közgazdasági kar, alapítva: 1925 (eredetileg: Kereskedelmi kar)
- Kommunikációs és információs kar, alapítva: 1976
- Fogászati kar, alapítva: 1962
- Tervezési kar, alapítva: 1964 (eredetileg: Építészeti kar)
- Oktatási kar, alapítva: 1923
- Mérnöki kar, alapítva: 1918 (a korábban létrehozott CIvil mérnöki, Mechanikai mérnöki és Bányászati kar összeolvasztásával)
- Szépművészeti kar, alapítva: 1976
- Egészségtudományi kar, alapítva: 1966 (eredetileg: Szövetséges Egészségügyi Szakemberek karja)
- J. David Rosenberg Jogi kar, alapítva: 1908
- Orvostudományi kar, alapítva: 1954
- Gondozói kar, alapítva: 1956
- Gyógyszerészi kar, alapítva: 1947 (eredetileg: 1870, Louisville)
- Közegészségügyi kar, alapítva: 2004
- Szociális munka kar, alapítva: 1968
- Kentucky Egyetem Másoddiplomás Iskola, alapítva: 1912
- James W. Martin Politikai és Adminisztrációs Iskola, alapítva: 1976
- Patterson Diplomáciai és Nemzetközi kereskedelmi Iskola, alapítva: 1959

## Ranglisták
| Tanulmányi ranglisták     | Tanulmányi ranglisták     | For.   |
| Amerikai Egyesült Államok | Amerikai Egyesült Államok | For.   |
| ------------------------- | ------------------------- | ------ |
| ARWU                      | 95–114.                   |        |
| Forbes                    | 308.                      | [ 4 ]  |
| THE/WSJ                   | 323.                      | [ 5 ]  |
| U.S. News & World Report  | 132.                      | [ 6 ]  |
| Washington Monthly        | 189.                      | [ 7 ]  |
| Világszerte               |                           |        |
| ARWU                      | 301–400.                  | [ 8 ]  |
| QS                        | 651–700.                  | [ 9 ]  |
| THE                       | 401–500.                  | [ 10 ] |
| U.S. News & World Report  | 348.                      | [ 11 ] |

## Fontosabb személyek
- Devin Booker (2014–2015), többszörös NBA All Star-kosárlabdázó
- Kelly Craft, diplomata
- Anthony Davis, NBA-bajnok kosárlabdázó
- Ashley Judd, színésznő
- William Lipscomb, Nobel-díjas kémikus
- Mitch McConnell, politikus, a Republikánus Párt vezetője a Szenátusban
- Rodney McMullen, a Kroger vezérigazgatója
- Thomas Hunt Morgan, Nobel-díjas genetikus
- Rajon Rondo (2004–2006), kétszeres NBA-bajnok kosárlabdázó
- Karl-Anthony Towns (2014–2015), többszörös NBA All Star-kosárlabdázó
- John Wall (2009–2010), többszörös NBA All Star-kosárlabdázó
- Kentucky állam több kormányzója is

## Galéria
- Az egyetem arborétuma
- Az egyetem kosárlabdacsarnoka
- Az egyetem amerikai futball stadionja
- A William T. Young könyvtár
- A mérnöki kar Anderson épülete
- A Johnson Hall
- Az M. I. King Könyvtár bejárata
- A Gillis Épület
- A The 90 épület
- A kémiai és a fizikai tanulmányok épülete
- A biológiai és gyógyszerészeti épület
- A Funkhouser épület